# Milan Football Club 1919-1920
Questa voce raccoglie le informazioni riguardanti il Milan Football Club nelle competizioni ufficiali della stagione 1919-1920.

## Stagione

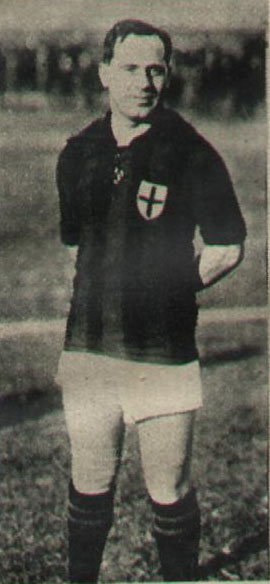
Pietro Bronzini, al Milan dal 1916 al 1917 e dal 1919 al 1926

In questa stagione è ripresa l'organizzazione del campionato italiano di calcio dopo la pausa dovuta alla prima guerra mondiale. Il primo problema che si presenta è l'elevato numero di squadre che partecipano al torneo di massimo livello (66), che all'epoca è chiamato "Prima Categoria".
Durante questa stagione il Milan cambia il campo da gioco casalingo: abbandona il Velodromo Sempione per passare, per qualche incontro, al Campo Pirelli alla Bicocca e su altri campi milanesi sistemandosi poi definitivamente nel nuovo Campo di Viale Lombardia. La rosa è aggiornata con l'acquisto di giocatori provenienti dalle giovanili oppure da squadre minori lombarde. Questa strategia porta poi a diverse difficoltà in campionato: dopo aver superato agevolmente il girone di qualificazione (10 vittorie in 10 partite), i rossoneri vengono eliminati nettamente nel girone di semifinale da Genoa e Pro Vercelli.

## Divise
| Casa | Trasferta |

## Organigramma societario
Area direttiva
- Presidente: Piero Pirelli
- Vice presidente: Silvio Richetti
- Segretario: Giuseppe Wilmant

Area tecnica
- Direttore sportivo: Cesare Stabilini
- Allenatore: Guido Moda

## Rosa
| N. |                      | Ruolo | Calciatore          |
| -- | -------------------- | ----- | ------------------- |
|    | Italia (bandiera)    | P     | Luigi Binda         |
|    | Italia (bandiera)    | P     | Umberto Castellazzi |
|    | Italia (bandiera)    | P     | Enrico Mariani      |
|    | Italia (bandiera)    | D     | Renzo Azaghi        |
|    | Italia (bandiera)    | D     | Guido Carito        |
|    | Italia (bandiera)    | D     | Emilio Colombo      |
|    | Italia (bandiera)    | D     | Marco Sala          |
|    | Italia (bandiera)    | C     | Pietro Bronzini     |
|    | Italia (bandiera)    | C     | Emilio Cazzaniga    |
|    | Argentina (bandiera) | C     | Cesare Lovati       |
|    | Italia (bandiera)    | C     | Carlo Marmonti      |
|    | Italia (bandiera)    | C     | Ernesto Morandi     |

| N. |                   | Ruolo | Calciatore                     |
| -- | ----------------- | ----- | ------------------------------ |
|    | Italia (bandiera) | C     | Eugenio Morandi                |
|    | Italia (bandiera) | C     | Eugenio Negri                  |
|    | Italia (bandiera) | C     | Dante Raineri                  |
|    | Italia (bandiera) | C     | Alessandro Scarioni (capitano) |
|    | Italia (bandiera) | C     | Francesco Soldera              |
|    | Italia (bandiera) | C     | Amedeo Varese                  |
|    | Italia (bandiera) | A     | Carlo Cevenini                 |
|    | Italia (bandiera) | A     | Romolo Ferrario                |
|    | Italia (bandiera) | A     | Natale Loiacono                |
|    | Italia (bandiera) | A     | Edoardo Mariani                |
|    | Italia (bandiera) | A     | Lorenzo Oleario De Bellagente  |
|    | Italia (bandiera) | A     | Mario Roghi                    |

## Calciomercato
| Acquisti | Acquisti        | Acquisti | Acquisti |
| R.       | Nome            | da       | Modalità |
| -------- | --------------- | -------- | -------- |
| A        | Natale Loiacono | Pirelli  | -        |
| C        | Eugenio Negri   | Inter    | -        |

| Cessioni | Cessioni        | Cessioni  | Cessioni |
| R.       | Nome            | da        | Modalità |
| -------- | --------------- | --------- | -------- |
| A        | Aldo Cevenini   | Inter     | -        |
| D        | Mario Cevenini  | Inter     | -        |
| C        | Luigi Cevenini  | Inter     | -        |
| A        | Arturo Crottini | Pro Sesto | -        |
| P        | Armando Gambuti | Novara    | -        |

## Risultati

### Prima Categoria

#### Girone B lombardo

##### Girone di andata
| Arbitro: | Franziosi (Milano) |

|                     |           |               |
| Varese ?’ Roghi 53’ | Marcatori | 67’ Lurati II |

| Arbitro: | Varisco (Milano) |

|             |           |                    |
| Bellolio ?’ | Marcatori | ?’ Varese ?’ Roghi |

| Arbitro: | Livraghii (Milano) |

|         |           |                                                        |
| Boni 6’ | Marcatori | 12’, 27’, 38’ Varese 61’ Mariani 68’, 78’ (rig.) Roghi |

| Arbitro: | Bellandi (Milano) |

|  |           |                           |
|  | Marcatori | 17’, 27’, 40’, 75’ Varese |

| Arbitro: | Ferradini (Milano) |

|                                  |           |                 |
| Morandi 75’ Sala 84’ Raineri 86’ | Marcatori | 34’ Mambrini II |

##### Girone di ritorno
| Arbitro: | Barnabò (Milano) |

|               |           |                                  |
| Zapparoli 37’ | Marcatori | 20’ Varese 74’ (rig.) Cevenini V |

| Arbitro: | Ferradini (Milano) |

|                                               |           |             |
| Mariani 37’ Raineri 52’ Cevenini V 77’ (rig.) | Marcatori | 68’ Varalda |

| Arbitro: | Barnabò (Milano) |

|                                        |           |              |
| Roghi 23’ Varese 26’ Lovati 77’ (rig.) | Marcatori | 12’ Davoglio |

| Arbitro: | Quirci (Milano) |

|                                            |           |        |
| Varese 20’, 25’, 55’ Ferrario 47’ Roghi ?’ | Marcatori | Spalla |

| Arbitro: | Venegoni (Legnano) |

|  |           |                                                                |
|  | Marcatori | ?’ Varese ?’ Oleario ?’ Ferrario ?’ Loiacono ?’ (rig.) Soldera |

#### Semifinali - girone A

##### Girone di andata
| Arbitro: | Crivelli (Milano) |

|                         |           |            |
| Sardi 67’ Dellacasa 79’ | Marcatori | 27’ Varese |

| Arbitro: | Bertazzoni (Modena) |

|  |           |                   |
|  | Marcatori | 53’ (rig.) Lovati |

| Arbitro: | A.Gama (Milano) |

|                     |           |  |
| Baloncieri 35’, 53’ | Marcatori |  |

| Arbitro: | A.Gama (Milano) |

|                               |           |               |
| Morandi 50’ Ferrario 53’, 72’ | Marcatori | 75’ Malaspina |

| Arbitro: | Mauro (Milano) |

|            |           |                            |
| Varese 20’ | Marcatori | 73’ Rosetta 85’ Rampini II |

##### Girone di ritorno
| Arbitro: | A.Gama (Milano) |

|  |           |                              |
|  | Marcatori | 40’ Dellacasa 68’ Santamaria |

| Arbitro: | Brunetti (Torino) |

|                            |           |               |
| Soldera I 15’ Ferrario 41’ | Marcatori | 70’ Bighin II |

| Arbitro: | Crivelli (Milano) |

|                              |           |  |
| Ferrario 18’ Varese 50’, 65’ | Marcatori |  |

| Arbitro: | Tradico (Milano) |

|            |           |                 |
| Crespi 63’ | Marcatori | 62’ Scarioni II |

| Arbitro: | U.Milano (Alessandria) |

|                                         |           |            |
| Milano III 39’, 68’ Gay I 49’, 60’, 77’ | Marcatori | 44’ Varese |

## Statistiche

### Statistiche di squadra
| Competizione    | Punti | In casa | In casa | In casa | In casa | In casa | In casa | In trasferta | In trasferta | In trasferta | In trasferta | In trasferta | In trasferta | Totale | Totale | Totale | Totale | Totale | Totale | DR  |
| Competizione    | Punti | G       | V       | N       | P       | Gf      | Gs      | G            | V            | N            | P            | Gf           | Gs           | G      | V      | N      | P      | Gf     | Gs     | DR  |
| --------------- | ----- | ------- | ------- | ------- | ------- | ------- | ------- | ------------ | ------------ | ------------ | ------------ | ------------ | ------------ | ------ | ------ | ------ | ------ | ------ | ------ | --- |
| Prima Categoria | 29    | 10      | 8       | 0       | 2       | 26      | 11      | 10           | 6            | 1            | 3            | 30           | 13           | 20     | 14     | 1      | 5      | 56     | 24     | +32 |

### Statistiche dei giocatori
| Giocatore                | Prima Categoria | Prima Categoria |
| Giocatore                | Presenze        | Reti            |
| ------------------------ | --------------- | --------------- |
| R. Azaghi                | 16              | 0               |
| L. Binda                 | 9               | -14             |
| P. Bronzini              | 15              | 0               |
| G. Carito                | 1               | 0               |
| U. Castellazzi           | 3               | -2              |
| E. Cazzaniga             | 2               | 0               |
| C. Cevenini              | 9               | 2               |
| E. Colombo               | 4               | 0               |
| L. Oleario De Bellagente | 5               | 3               |
| R. Ferrario              | 10              | 8               |
| N. Loiacono              | 10              | 1               |
| C. Lovati                | 19              | 2               |
| Ed. Mariani              | 15              | 2               |
| En. Mariani              | 8               | -8              |
| C. Marmonti              | 1               | 0               |
| Er. Morandi              | 12              | 2               |
| Eu. Morandi              | 1               | 0               |
| E. Negri                 | 1               | 0               |
| D. Raineri               | 8               | 2               |
| M. Roghi                 | 13              | 5               |
| M. Sala                  | 8               | 1               |
| A. Scarioni              | 19              | 1               |
| F. Soldera               | 12              | 2               |
| A. Varese                | 18              | 24              |